# Олімпійський комітет Росії на зимових Олімпійських іграх 2022
Олімпійський комітет Росії на зимових Олімпійських іграх 2022 року представлений 210 спортсменами в 15 видах спорту.

## Медалісти
| Золото | |                                                        |           |
| 1      | Олександр Большунов | Лижні перегони (30 км скіатлон)                        | 6 лютого  |
| 2      | Юлія Ступак Наталія Непряєва Тетяна Соріна Вероніка Степанова | Лижні перегони (4×5 км естафета)                       | 12 лютого |
| 3      | Олексій Червоткін Олександр Большунов Денис Спіцов Сергій Устюгов | Лижні перегони (4×10 км естафета)                      | 13 лютого |
| 4      | Анна Щербакова | Фігурне катання (жіночі одиночні змагання)             | 17 лютого |
| 5      | Олександр Большунов | Лижні перегони (50 км вільним стилем )                 | 19 лютого |
| Срібло | |                                                        |           |
| №      | Спортсмени | Вид спорту (дисципліна)                                | Дата      |
| 1      | Наталія Непряєва | Лижні перегони (15 км скіатлон)                        | 5 лютого  |
| 2      | Денис Спіцов | Лижні перегони (30 км скіатлон)                        | 6 лютого  |
| 3      | Ірма Махиня Данило Садрєєв Ірина Аввакумова Євген Климов | Стрибки з трампліна (змішані команди)                  | 7 лютого  |
| 4      | Олександр Большунов | Лижні перегони (15 км — класичний стиль)               | 11 лютого |
| 5      | Костянтин Івлієв | Шорт-трек (500 метрів)                                 | 13 лютого |
| 6      | Вікторія Сініцина Микита Кацалапов | Фігурне катання (танці на льоду)                       | 14 лютого |
| 7      | Данило Алдошкін Сергій Трофімов Руслан Захаров | Ковзанярський спорт (командні перегони переслідування) | 15 лютого |
| 8      | Ірина Казакевич Христина Рєзцова Світлана Міронова Уляна Кайшева | Біатлон (естафета, 4×6 км)                             | 16 лютого |
| 9      | Олександра Трусова | Фігурне катання (жіночі одиночні змагання)             | 17 лютого |
| 10     | Іван Якимушкін | Лижні перегони (50 км вільним стилем )                 | 19 лютого |
| 11     | Евгенія Тарасова Володимир Морозов | Фігурне катання (парне катання)                        | 19 лютого |
| 12     | - Сергій Андронов - Тимур Білялов - Андрій Чибісов - Іван Федотов - Станіслав Галієв - Михайло Григоренко - Арсен Грицюк - Микита Гусєв - Павло Карнаухов - Артур Каюмов - Артем Мінулін - Микита Нестеров - Олександр Нікішин - Сергій Плотников - Олександр Самонов - Кирило Семенов - Дамір Шаріпзянов - Вадим Шипачов - Антон Слєпишев - Сергій Телегін - Володимир Ткачов - Дмитро Воронков - В'ячеслав Войнов - Єгор Яковлєв - Олександр Єлесін | Хокей (чоловічий турнір)                               | 20 лютого |
| Бронза | |                                                        |           |
| №      | Спортсмени | Вид спорту (дисципліна)                                | Дата      |
| 1      | Уляна Кайшева Христина Рєзцова Олександр Логінов Едуард Латипов | Біатлон (змішана естафета, 2×6 + 2×7,5 км)             | 5 лютого  |
| 2      | Анастасія Смирнова | Фристайл (могул)                                       | 6 лютого  |
| 3      | Вік Вайлд | Сноубординг (Паралельний гігантський слалом)           | 8 лютого  |
| 4      | Олександр Терентьєв | Лижні перегони (спринт — класичний стиль)              | 8 лютого  |
| 5      | Тетяна Іванова | Санний спорт (одномісні сани)                          | 8 лютого  |
| 6      | Семен Єлістратов | Шорт-трек (1500 метрів)                                | 13 лютого |
| 7      | Едуард Латипов | Біатлон (перегони переслідування, 12,5 км)             | 13 лютого |
| 8      | Ангеліна Голікова | Ковзанярський спорт (500 метрів)                       | 13 лютого |
| 9      | Халілі Саїд Карімулла Олександр Логінов Максим Цвєтков Едуард Латипов | Біатлон (естафета, 4×7,5 км)                           | 15 лютого |
| 10     | Юлія Ступак Наталія Непряєва | Лижні перегони (командний спринт — вільний стиль)      | 16 лютого |
| 11     | Олександр Большунов Олександр Терентьєв | Лижні перегони (командний спринт — вільний стиль)      | 16 лютого |
| 12     | Ілля Буров | Фристайл (акробатика)                                  | 16 лютого |
| 13     | Сергій Ридзик | Фристайл (скікрос)                                     | 18 лютого |
| 14     | Анастасія Мішина Олександр Галлямов | Фігурне катання (парне катання)                        | 19 лютого |
| 15     | Марк Кондратюк Анастасія Мішина Олександр Галлямов Вікторія Сініцина Микита Кацалапов | Фігурне катання (командні змагання)                    | 7 лютого  |